# Período regencial (Brasil)

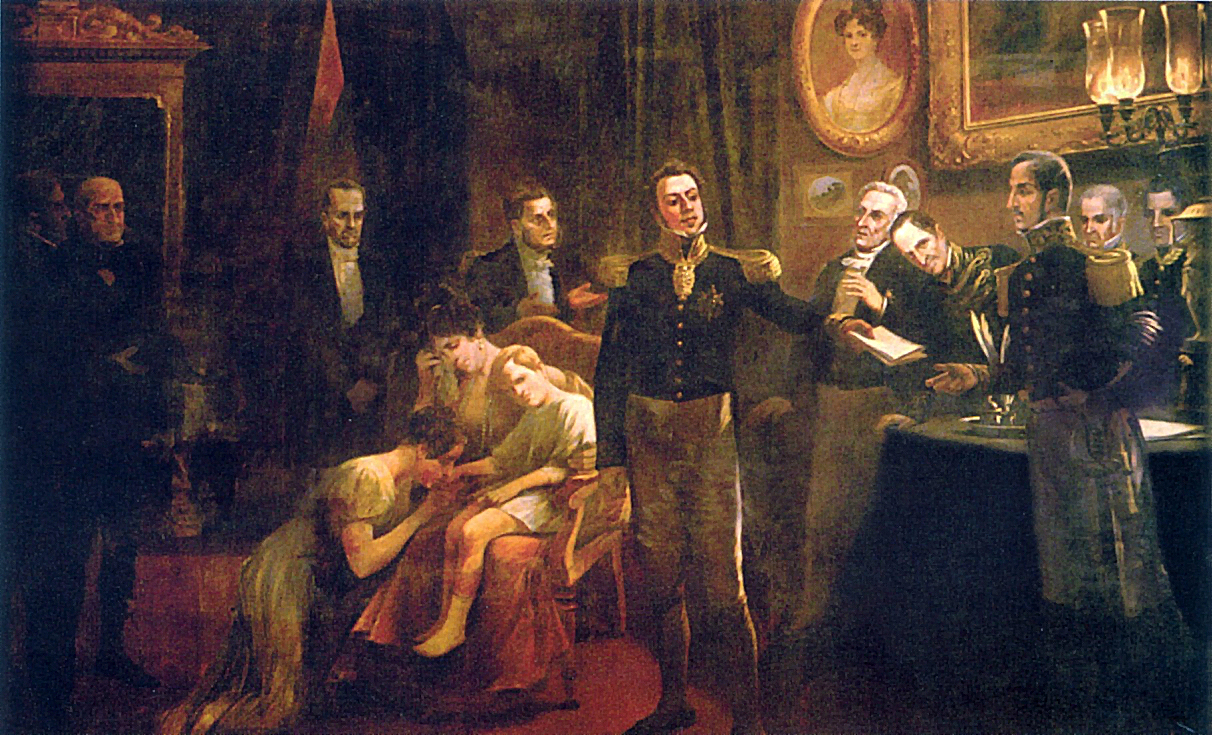
A Abdicação de Pedro I deu início ao Período Regencial e ao segundo reinado.

Período Regencial é como ficou conhecido o decênio de 1831 a 1840 na História do Brasil, compreendido entre a abdicação de Pedro I e a "Declaração da Maioridade", quando seu filho Pedro II tem a maioridade proclamada e dá início ao segundo reinado.
Nascido a 2 de dezembro de 1825, Pedro II contava, quando da renúncia paterna, 5 anos e 4 meses, não podendo portanto assumir o governo que, por força da lei, seria dirigido por uma regência integrada por três representantes. Durante esta década sucederam-se quatro regências: A Provisória Trina, a Permanente Trina, a Una de Feijó e a Una de Araújo Lima.
Foi um dos mais importantes e agitados períodos da História brasileira; nele se firmaram a unidade territorial do país e a estruturação das Forças Armadas, além de serem discutidos o grau de autonomia das províncias e a centralização do poder.
Ocorre nesta fase uma série de rebeliões localizadas, como a Cabanagem, no Grão-Pará, a Balaiada no Maranhão, a Sabinada, na Bahia, e a Guerra dos Farrapos, no Rio Grande do Sul, a maior e mais longa — que mostravam descontentamento com o poder central e as tensões sociais latentes da nação recém independente — o que provocou o esforço conjunto de opositores por manter a ordem. Sobre o período registrou Joaquim Nabuco: "No Brasil, porém, a Regência foi a república de fato, a república provisória...". Tratava-se de se construir um arranjo político que garantisse aos grupos a preservação de seus interesses.

## Antecedentes: a queda do primeiro imperador
Conforme Emília Viotti da Costa, a estrutura construída na independência fez com que fosse organizado um sistema político que colocava os municípios dependentes das províncias e estas, ao poder central; e ainda "adotaram um sistema de eleições indiretas baseado no voto qualificado (censitário), excluindo a maior parte da população do processo eleitoral. Disputaram avidamente títulos de nobreza e monopolizaram posições na Câmara, no Senado, no Conselho de Estado e nos Ministérios".

Tal "Conselho de Estado", implementava o Poder Moderador instituído por Pedro I, quando dissolvera a Constituinte: formado por membros vitalícios, nomeados pelo monarca, não mais que em número de dez, tinham por função ser ouvidos "em todos os negócios graves e medidas gerais de pública administração, principalmente sobre a declaração de guerra, ajuste de paz, negociações com as nações estrangeiras, assim como em todas as ocasiões em que o imperador se propunha exercer qualquer das atribuições do Poder Moderador" - e ao qual se opunham fortemente os liberais.

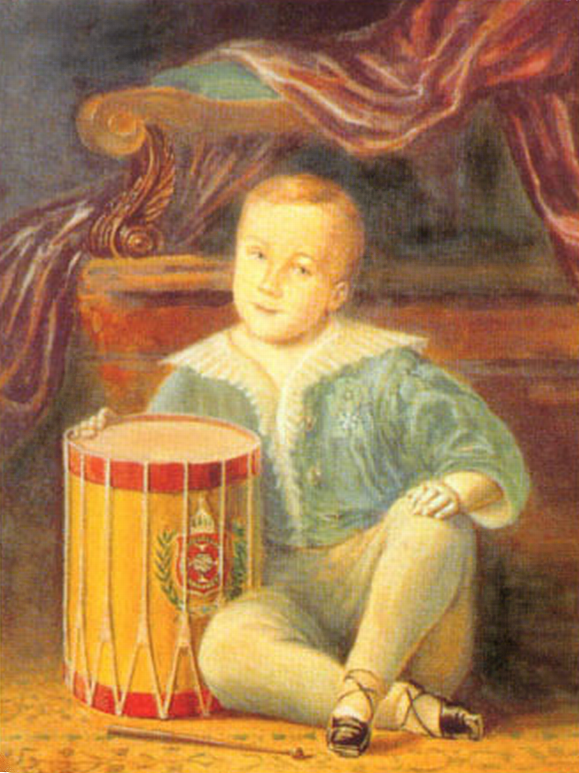
Pedro II, aos 4 anos, em 1830

Ocorrera em França a Revolução de 1830, derrubando o monarca Carlos X de França cujas ideias liberais se espalharam pelas demais nações, inclusive o Brasil. No país surgiram jornais como o Aurora Fluminense, de Evaristo da Veiga, no Rio de Janeiro; em São Paulo ocorre a morte de Libero Badaró, o que teria inflamado ainda mais os ânimos contra o Imperador.
Buscavam os liberais - divididos entre ximangos e exaltados - que Pedro I afirmasse a moderação do ministério e desvincula-lo com o arcabouço institucional herdado de seu pai, em oposição aos restauradores - que defendiam a permanência. O Imperador efetuara uma viagem a Minas Gerais, onde foi recebido com frieza; ao voltar à Corte, foi recebido pelos portugueses com uma manifestação noturna de luminárias e, reagindo os nacionais, ocorrem conflitos conhecidos por Noite das Garrafadas. Desfaz o monarca o ministério, de índole moderada, substituindo-o por outro que foi recebido como absolutista - o que inflama ainda mais os ânimos.
A reação de Pedro I causou surpresa mesmo entre os exaltados, pois o imperador abdica em favor de seu filho menor, às 2 horas da madrugada de 7 de abril de 1831: os seus opositores queriam, somente, a restauração do ministério moderado e parte para Portugal. O gesto dá início ao período regencial.

## Regência Trina Provisória
Apesar do recesso parlamentar, dentro de poucas horas após a abdicação, senadores e deputados que se achavam na Corte se reúnem. No Paço do Senado recebem oficialmente do general Francisco de Lima e Silva a renúncia do Imperador. Elegem a Regência Provisória, composta por três senadores: Francisco de Lima e Silva, Nicolau Pereira de Campos Vergueiro e José Joaquim Carneiro de Campos. Compunha-se, assim, de um militar de prestígio evidente, um liberal e um conservador, respectivamente. Tal regência estava prevista no Título 5º, Capítulo V, Artigos 121 a 130 da constituição de 1824.
Tão logo tomou posse, um dos primeiros atos da Regência foi restituir em seus cargos os ministros demitidos por Pedro I. Convocou a Assembleia Legislativa, anistiou os criminosos políticos e afastou das tropas os estrangeiros suspeitos e desordeiros.
Foi publicado um manifesto no qual o povo era exortado a manter a ordem, e ainda expondo as diretrizes políticas e administrativas do novo governo. Nele a junta governativa declara, com exagero que seus inimigos "eram tão poucos e tão fracos, que não mereciam consideração; mas que velava sobre eles como se fossem muitos e fortes". Apesar dos esforços por restaurar a ordem, não pode evitar que, tanto no Rio como nas Províncias, conflitos ocorressem entre soldados e portugueses adeptos do Partido Restaurador.

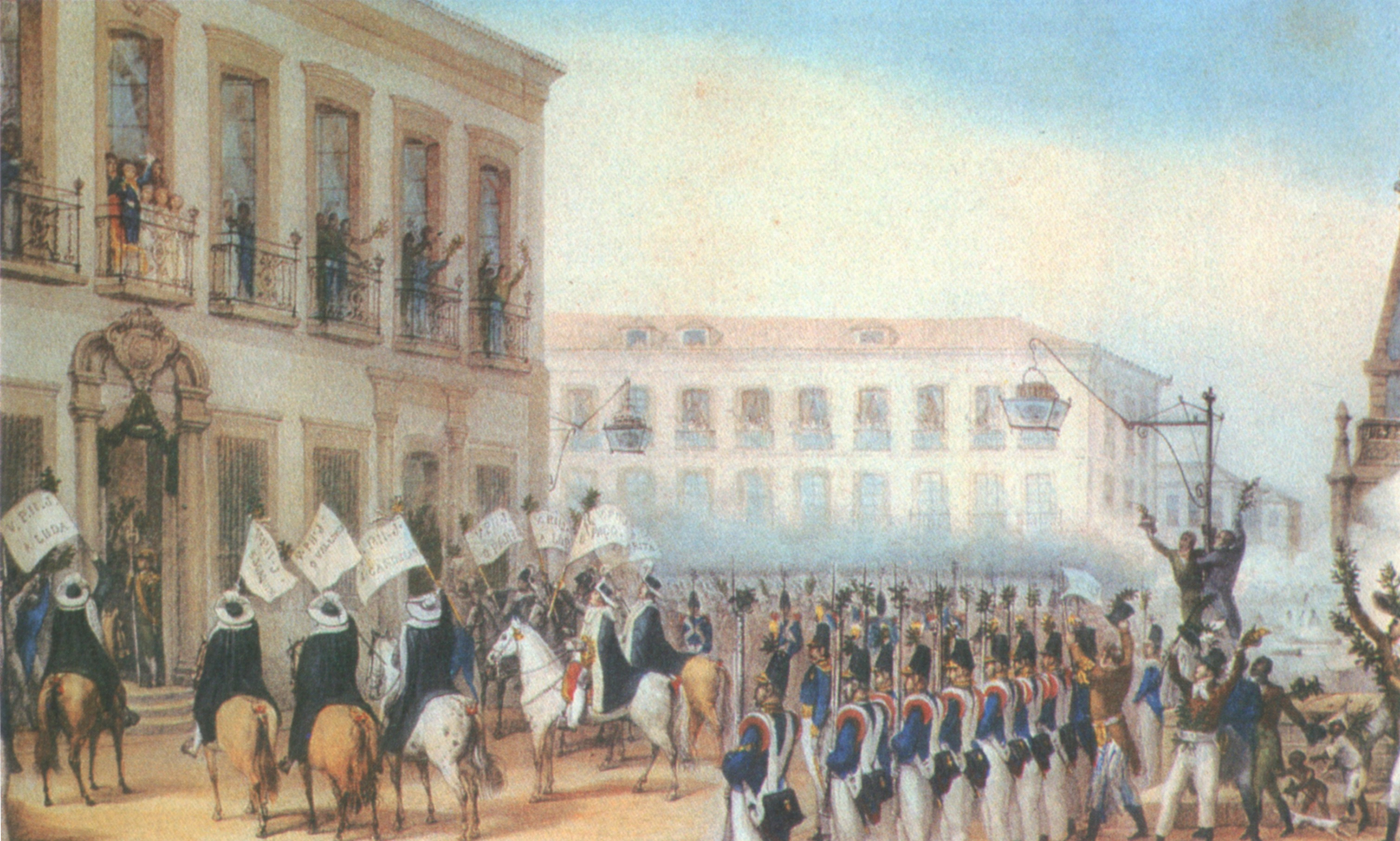
Aclamação de D Pedro II em 9 de abril de 1831, por Debret

Dois dias após a abdicação, a 9 de abril, o jovem sucessor do trono é aclamado Imperador. A Junta dos regentes leva-o até o Paço da Cidade, onde é apresentado ao povo. De tão jovem, teve o menino que acenar seu lenço sobre uma cadeira, numa cena retratada por Jean-Baptiste Debret. No mesmo dia a Junta expede decreto de anistia "aos cidadãos condenados ou mesmo pronunciados por crimes políticos e aos réus militares condenados por crimes de deserção".
O monarca nomeara a José Bonifácio de Andrada e Silva, de quem se reconciliara após o conturbado rompimento, como tutor de seus filhos. Para a proteção do jovem imperador e suas irmãs, Francisca e Januária, que também permaneceram no país, ficaram os príncipes nos palácios de São Cristóvão ou Boa Vista, então subúrbios da Capital. Tinha início um conturbado período, em que a unidade territorial do país, e a autoridade central, foram questionados e postos à prova por motins, revoltas e rebeliões.
Andrada, paulista, pedira ao diplomata francês Eduardo Pontois apoio a um eventual traslado do jovem príncipe, em caso de necessidade face as instabilidades políticas, para São Paulo, para onde mudaria a capital, obtendo resposta evasiva do estrangeiro.
Pedro I ficara em águas brasileiras até sua volta para a Europa; inicialmente embarcado numa fragata inglesa, foi na corveta francesa Volage que o imperador vem a partir. Em 13 de abril, a Regência anuncia a saída de Pedro I do território nacional e o povo, festejando, sai às ruas para comemorar a "queda do tirano".
A regência provisória tem de agir imediatamente, para conter revoltas que eclodem nas províncias: na Bahia, a pretexto de antigas desavenças, brasileiros atacam os portugueses e foi preciso ser pacificada. De igual modo teve de agir em Pernambuco e em Minas Gerais.
O caráter provisório desta regência dura até a eleição de nova regência tripartite, como "Permanente", em 3 de maio daquele ano.

## Regência Trina Permanente(1831–1835)
No dia 17 de junho de 1831, no Paço do Senado, a Assembleia Geral Legislativa, presidida por José Caetano da Silva Coutinho, senador e bispo paulista, tem lugar a eleição da Regência Trina Permanente, que foi composta pelos deputados José da Costa Carvalho da Bahia e João Bráulio Moniz do Maranhão, e pelo senador Francisco de Lima e Silva do Rio de Janeiro. Baseou-se a eleição no artigo 123 da constituição vigente. Como os moderados compunham a maioria dos parlamentares, eram os eleitos adeptos dessa corrente, deixando assim de fora os exaltados (em grande minoria, sobretudo na Câmara dos Deputados).
A composição deste triunvirato procurou manter o equilíbrio de forças que já havia no grupo provisório: representando o norte e nordeste estava o maranhense João Bráulio Moniz, que substituía Carneiro de Campos neste papel; o sul e sudeste estava Costa Carvalho que, apesar de nascido na Bahia, vivia em São Paulo, onde publicava o jornal O Farol Paulistano. Lima e Silva foi, assim, o único da Regência Provisória mantido como regente.
Na administração propriamente dita a regência promoveu as reformas das Escolas de Medicina do Rio e de Salvador, convertendo-as em faculdades; reorganizou-se o Poder Judiciário; foi estabelecido o tribunal do júri.

### A reforma liberal: limitação ao Poder Moderador
Dentre as primeiras medidas que a maioria liberal se propôs foi fazer uma reforma na legislação que disciplinava a própria regência. Esta alteração teve como redatores os deputados Francisco de Paula Sousa e Melo, o também regente Costa Carvalho e o mineiro Honório Hermeto Carneiro Leão, e visaram ampliar a primazia do Poder Legislativo sobre o Executivo.
Pela reforma, o Poder Moderador passava a ser exercido pela própria Regência, por intermédio do Ministro que estivesse investido de tal Poder, e foi ainda diminuído nas suas prerrogativas, pois ao contrário da instituição criada por Pedro I, não mais teria o poder de destituir a Câmara dos Deputados - embora este poder já constasse das alterações feitas quando da Regência provisória, que também não podia conceder títulos nobiliárquicos ou condecorações.

### Criação daGuarda Nacional

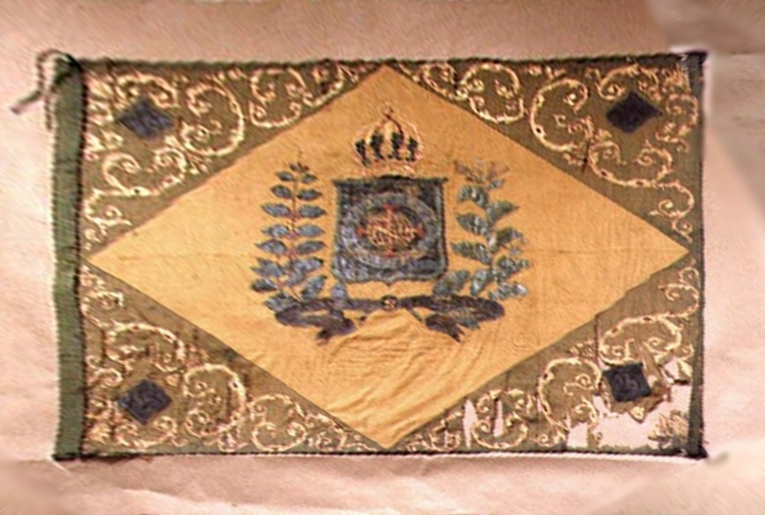
Antiga bandeira da Guarda Nacional da Província de São Paulo

Uma das inovações instituídas pela Regência Trina foi a criação da Guarda Nacional, já em 1831. Esta força remetia o exército ao segundo plano e se constituía na principal força pública com a qual o poder central procuraria conter os motins que estouravam. Sua estrutura era constituída por províncias, e subordinava-se ao governo provincial: primeiro ligavam-se à jurisdição do juiz de paz, encarregados do alistamento; depois destes subordinavam-se aos juízes criminais, aos presidentes das províncias e, finalmente, ao Ministro da Justiça.
Todos os cidadãos entre 21 e 60 anos em condições de serem eleitores eram obrigados a alistarem-se; cabia ao governo fornecer-lhes armas, mas o uniforme ficava por conta do alistado. Os cargos de comando eram eletivos em cada local. Buscou-se um modelo que privilegiava a participação cívica do cidadão, tal como ocorria na instituição congênere da França, que inspirou a brasileira.
Seu principal objetivo era a manutenção da unidade territorial do Império, reprimindo revoltas locais.

### Embates políticos - as agitações dosCaramurus; o golpe de 30 de julho

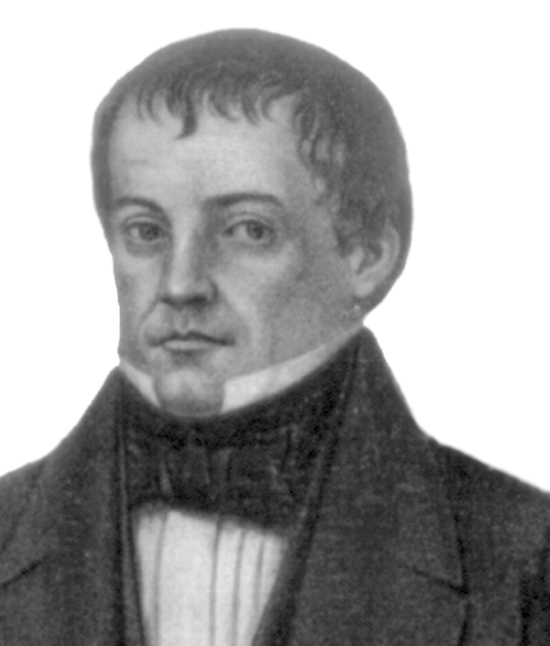
Diogo Antonio Feijó, Ministro da Justiça, renunciou por não derrubar Bonifácio.
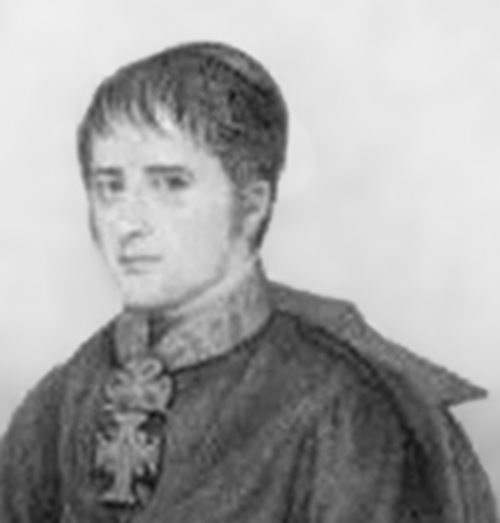
José Bento Leite Ferreira de Melo, um dos religiosos da "Revolução dos 3 Padres".
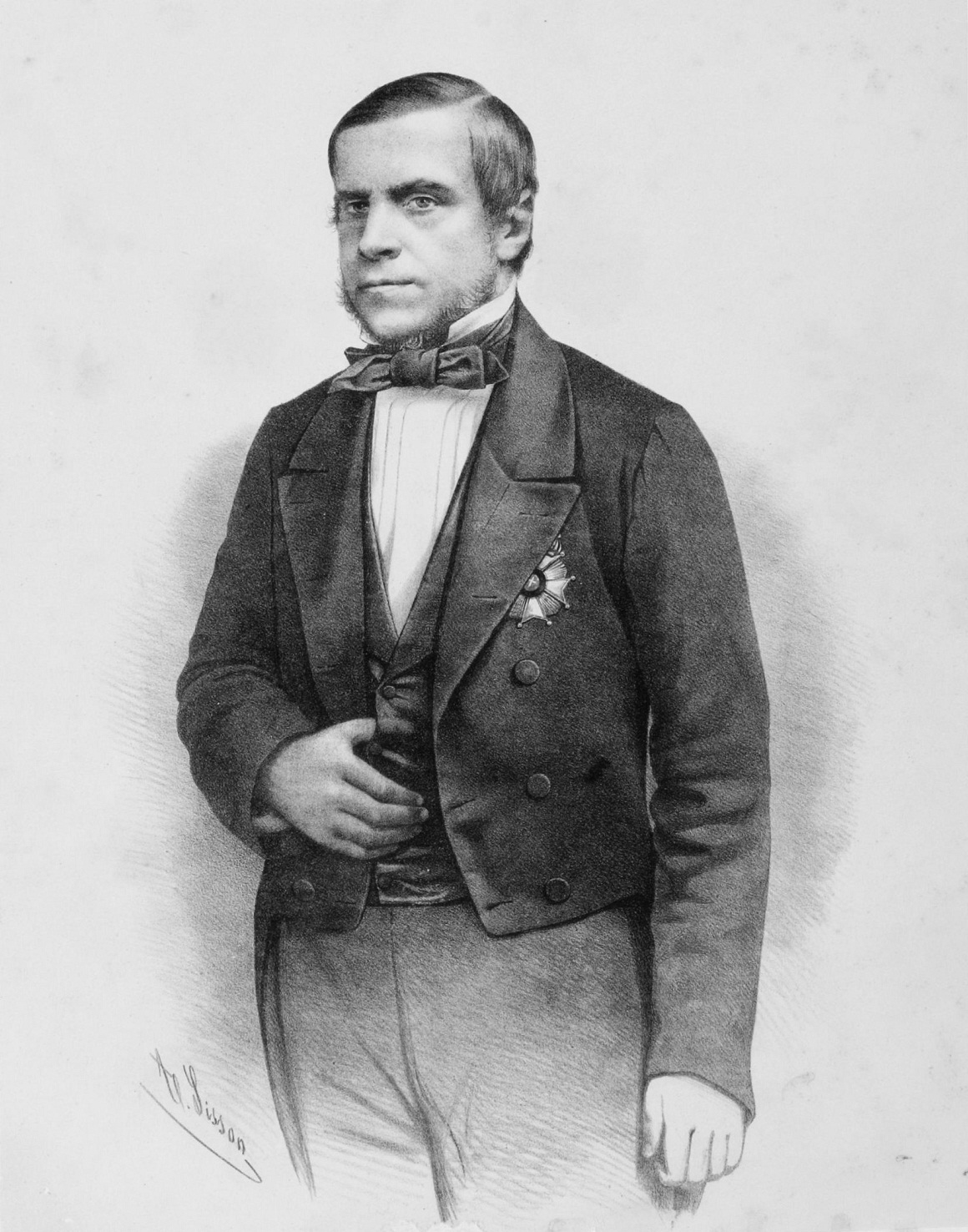
Honório Hermeto Carneiro Leão, deteve o golpe de 30 de julho.

A regência encontrou o país em sérias dificuldades, um dos "mais difíceis da nossa história", em decorrência de grave crise financeira e das agitações que ameaçavam a unidade nacional. Para enfrentar este quadro foi nomeado o padre Diogo Antônio Feijó, também ele deputado, como Ministro da Justiça.
Aos partidos Moderado (ximangos) e Exaltado (jurujubas ou farroupilhas) juntou-se mais tarde o Restaurador (chamado de Caramuru), que pregava a volta do imperador Pedro I, e contava com a chefia de José Bonifácio, que recuperara seu anterior prestígio político ao ser nomeado tutor de jovem monarca.
Diante do quadro de instabilidade, Feijó exigiu que lhe desse a Regência uma autorização escrita de que teria total autonomia nos assuntos de sua pasta, para que pudesse enfrentar os motins que eclodiam, sobretudo no Rio de Janeiro. Parte das agitações, provocadas por Andrada e os Caramurus, tinham por objetivo desestabilizar a regência. A 3 de abril de 1832 explode uma revolta na Capital, em meio a muitas intrigas políticas; responsabilizando o tutor do pequeno infante imperial, Feijó exige sua demissão deste cargo, tendo mesmo declarado: "ou José Bonifácio deixa a tutoria, ou eu deixo a pasta da Justiça".
Os deputados, de maioria moderada, eram favoráveis à destituição pedida pelo ministro; mas o senado, onde Andrada ainda gozava de prestígio e tinha maioria conservadora, rejeitou por diferença de apenas um voto o projeto de destituição do tutor; Feijó então apresenta sua demissão, em 5 de abril.
Em sua atuação Feijó agiu com grande rigor e eficiência. Fez, ainda, aprovar a Lei Feijó que libertava os escravos que fossem oriundos de fora do império - mas cuja eficácia foi nula.
Apesar de fora do governo, Feijó experimenta uma nova tentativa de fazer prosperar as reformas moderadas, no episódio que passou à história como Golpe de 30 de julho. Contando com a ajuda do também padre José Bento Leite Ferreira de Melo, na tipografia onde este editara o jornal O Pregoeiro Constitucional - órgão liberal de oposição a Pedro I - é impressa a Constituição de Pouso Alegre, espécie de nova Carta que trazia em seu bojo as alterações que se arrastavam na Assembleia Geral, e que o golpe planejava ver aprovada.

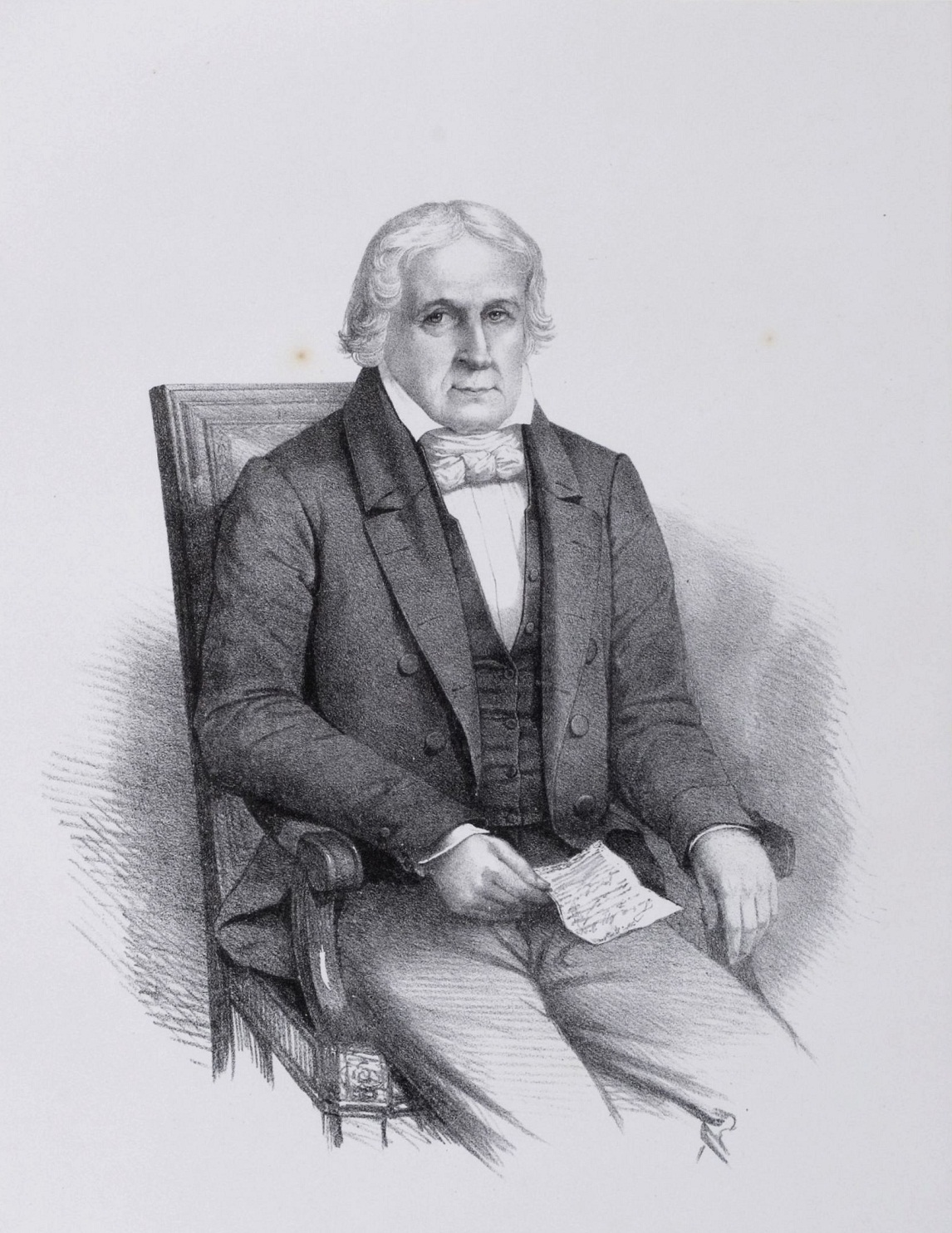
Bonifácio perdeu prestígio com a morte de Pedro I e foi preso.
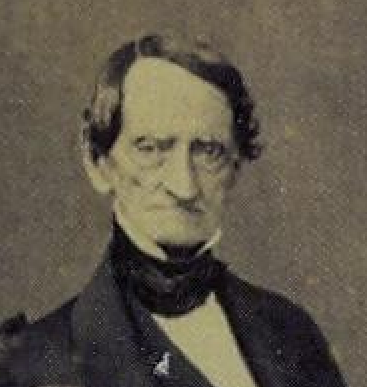
O Marquês de Itanhaém substituiu José Bonifácio como tutor.

O golpe fracassa, sobretudo porque lhe faltou o apoio dos deputados, em sua maioria avessos à adoção de medidas que contrariassem a própria ordem constitucional. A então desconhecida vila mineira de Pouso Alegre, há poucos anos simples Arraial de Mandu, torna-se conhecida de todo o país, graças à figura do Padre José Bento - então alçado ao proscênio dos acontecimentos. Além desses dois, um terceiro padre ocupou o trio emprestando sua Chácara da Floresta como local da trama preparatória, que foi José Custódio Dias a ponto de o golpe também ser chamado de "Revolução dos Três Padres".
Além da aprovação da Constituição de Pouso Alegre, pretendiam os padres a destituição de José Bonifácio do posto de tutor de Pedro II; seu fracasso teve em Honório Hermeto Carneiro Leão, Marquês do Paraná, um elemento capital, sendo a mais importante dissensão dentre os liberais e aquele que procurou demover os pares de apoiarem a iniciativa, sobretudo pelo receio de que o fato pudesse servir de exemplo a outras quebras da legalidade.
Temerosos de que Bonifácio usasse seus tutelados como garantia para aplicar novos golpes, os regentes determinaram a proibição de sua saída do Paço Imperial. Apesar disto, o tutor levou o imperador e suas irmãs para o Palácio de São Cristóvão; Aureliano de Sousa e Oliveira Coutinho, que substituíra Feijó na Pasta da Justiça, intimou-o que voltasse, sendo desobedecido. A 15 de dezembro de 1833, José Bonifácio é finalmente demitido, sendo nomeado para o cargo de "Tutor Imperial" a Manuel Inácio de Andrade, Marquês de Itanhaém. O "instrumento" de sua demissão e prisão foi Cândido José de Araújo Viana.
Um incidente foi o estopim para que defenestrassem do cargo de tutor a José Bonifácio: no dia do aniversário de 8 anos do jovem imperador Pedro II (8 de dezembro) este foi homenageado por uma sessão no Teatro Constitucional Fluminense - local que se constituía, então, na principal casa de espetáculos da Corte - quando eclode um grande tumulto entre os partidários de Andrada e os da Regência, fruto da grande tensão criada entre ambas as facções, a ponto de colocar em risco a integridade física do monarca infante, além de desrespeito à sua figura, tendo que ser retirado às pressas.
José Bonifácio é então preso e depois enviado para a Ilha de Paquetá, onde fica exilado em sua casa de praia. Julgado, é ao final absolvido das acusações; entretanto, o Patriarca não se recupera deste último golpe, vindo a falecer poucos anos depois, na Vila de Praia Grande.

### O Ato Adicional de 1834
O Ato Adicional foi um fruto direto da maioria liberal na Câmara dos Deputados, que pregava uma maior autonomia para as províncias, e que era parte programática daquele partido. Assim, a Regência propôs que se reformasse a constituição de 1824.

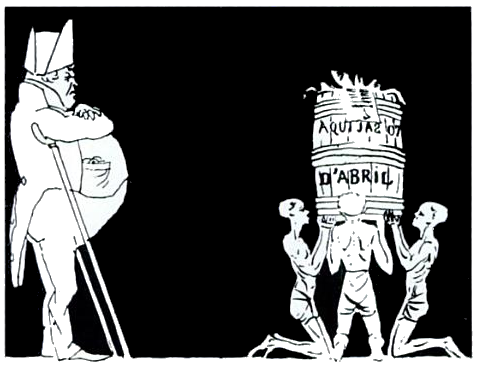
Caricatura da época mostra Bernardo Pereira de Vasconcelos enterrando as conquistas de 7 de abril de 1831

O projeto da emenda constitucional fora proposto ainda em 1831, por uma comissão composta por deputados em sua maioria liberal e paulista; dela fizeram parte Francisco de Paula Sousa e Melo e José Cesário de Miranda Ribeiro. A proposta inicial continha alterações bastante radicais, no sentido de ampliação do poder provincial, tais como: a eleição do regente único seria feita pelas assembleias provinciais, assim como dos senadores; estes - os senadores - perderiam a vitaliciedade do cargo; o poder de veto do Executivo seria limitado, podendo ser derrubado pela maioria simples dos parlamentares. Mas o ponto de maior controvérsia foi a inserção, no Artigo Primeiro da Carta Magna dos dizeres - "o governo do império do Brasil será uma monarquia federativa".
O Senado reagiu, por meio de emendas que alteravam o texto originado na Câmara; as que foram derrubadas tiveram que ser apreciadas numa sessão conjunta das duas casas e, nela, os senadores conseguiram retirar a inserção do sistema de governo no Artigo Primeiro e mantiveram a sua vitaliciedade.
Ratificado a 12 de agosto de 1834, o Ato Adicional adaptou princípios federalistas à monarquia. Seu principal redator foi o deputado Bernardo Pereira de Vasconcelos, que havia sido colega e grande amigo dos tempos de faculdade em Coimbra de dois dos regentes, e era dos deputados mais influentes. Dentre suas maiores inovações estavam:
1. Criação das Assembleias Legislativas nas províncias. Este órgão substituía os antigos Conselhos Gerais e legislavam sobre a organização civil, judiciária e religiosa locais, sobre a instrução pública, desapropriações, funcionalismo, política e economia municipais, transporte e obras públicas;[4]
2. Cria o Município Neutro como território desmembrado da província do Rio de Janeiro, que deveria noutro lugar que não na cidade do Rio ter sua sede e governo, bem como a Assembleia, escolhendo para tanto a vila de Praia Grande, mais tarde elevada a cidade com o nome de Niterói para tal;[4]
3. Estabelece o voto para a escolha do Regente, que passava então a ser uno, com mandato de 4 anos;[4]
4. Extinção do Conselho de Estado.[4]

João Batista Ribeiro de Andrade Fernandes acentua que a política tomou então novo rumo, com a supremacia do Partido Moderado:

## A Regência Una de Feijó

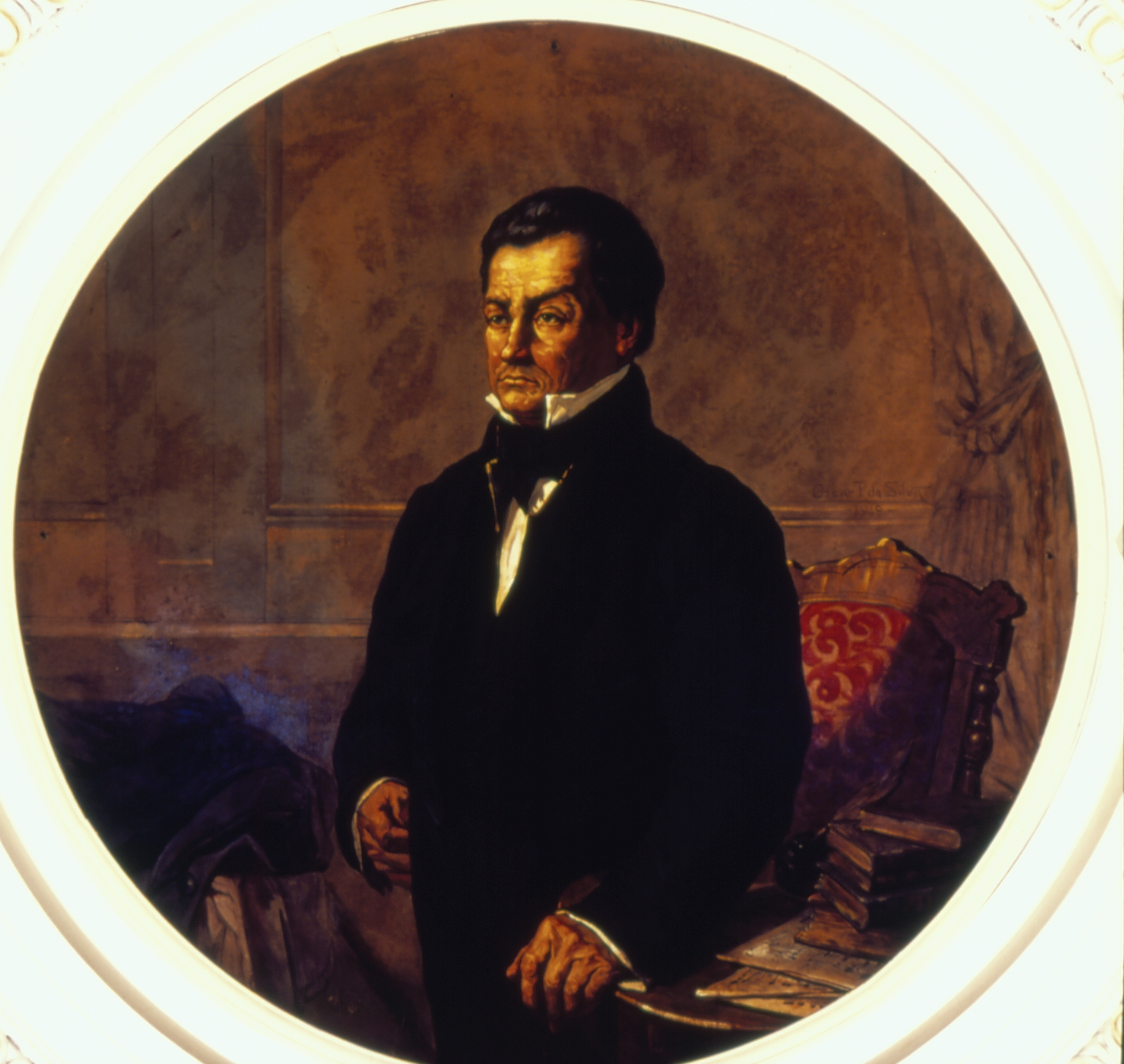
Diogo Antônio Feijó, de São Paulo, regente único de 1835 a 1837

Em 1835, ocorre a primeira eleição para escolha do regente único. Concorrem o pernambucano Antônio Francisco de Paula de Holanda Cavalcanti de Albuquerque, exaltado, e o padre Diogo Antônio Feijó, paulista, do Partido Moderado; saiu do pleito vitorioso este último, obtendo cerca de seis mil votos. Esta Regência durou de 12 de outubro de 1835 a 19 de setembro de 1837.

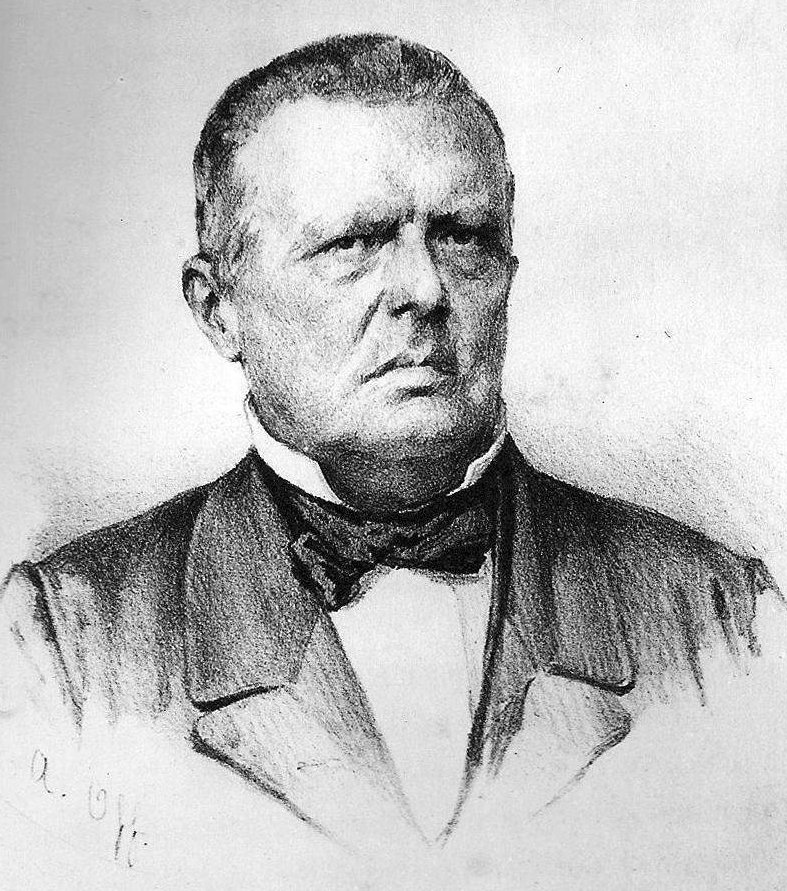
Antônio Francisco de Paula de Holanda Cavalcanti de Albuquerque, de Pernambuco, opositor de Feijó

Desde seus primeiros momentos no cargo, Feijó enfrenta dificuldades; dentre seus opositores destacavam-se Bernardo Pereira de Vasconcelos, Honório Hermeto Carneiro Leão e Maciel Monteiro e, para enfrentá-los, procura junto ao seu grupo fundar um novo partido, o Progressista, sem sucesso. Seus adversários, contudo, logram êxito na fundação do Partido Regressista (composto pelos antigos restauradores e liberais e que foram a base do futuro Partido Conservador). Feijó também não tinha o apoio da Santa Sé, já que era defensor do fim do celibato sacerdotal, como por haver insistido em lançar seu amigo padre Manuel Maria de Moura candidato a bispo do Rio de Janeiro e que já havia sido recusada pelo Papa.

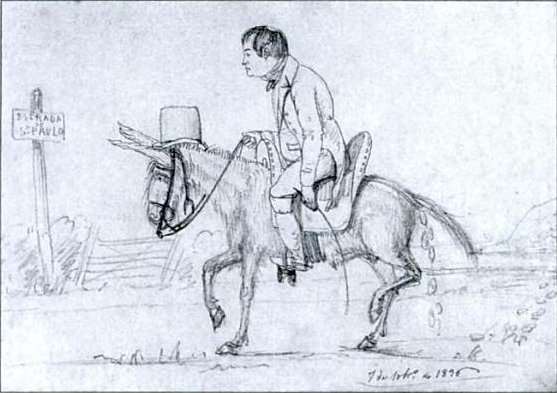
Caricatura de Araújo Porto-Alegre mostrando o Padre Feijó quando deixou a Regência, voltando para São Paulo

Com habilidade, entretanto, sua política cedeu em alguns pontos, como ter aceito propostas de descentralização; procurou contentar os clamores populares e das províncias, sem contudo fortalecer os aristocratas ou o parlamento; e, finalmente, agiu com rigor ao repelir os comerciantes e os grandes proprietários rurais. Apesar de depender do Congresso, não lhe era obediente.
Sua regência foi marcada pelo início de dois dos mais graves conflitos internos do Brasil: a Cabanagem, no Pará, e a Farroupilha, no Rio Grande do Sul, além de outras revoltas locais.
De saúde frágil, vivia desanimado e sem a mesma energia que o caracteriza quando à frente do Ministério da Justiça, o padre acaba por se tornar impopular por sua intransigência e, perdendo o apoio de seu grande aliado Evaristo da Veiga, que morrera prematuramente, Feijó não consegue formar o ministério que desejava, acabando por apresentar sua renúncia ao cargo.

### Regência interina de Araújo Lima
Na véspera de sua renúncia, nomeara Feijó como Ministro do Império ao ponderado e tolerante conservador Pedro de Araújo Lima. Este forma, como Regente Interino, o chamado Ministério das Capacidades, que obteve uma ordem relativa e certo desenvolvimento econômico - o que o habilitou candidatar-se como regente nas eleições que foram realizadas em abril de 1838.
Dentre as principais realizações deste período interino está a fundação do Colégio Pedro II, de 1837.

## Regência Una de Araújo Lima

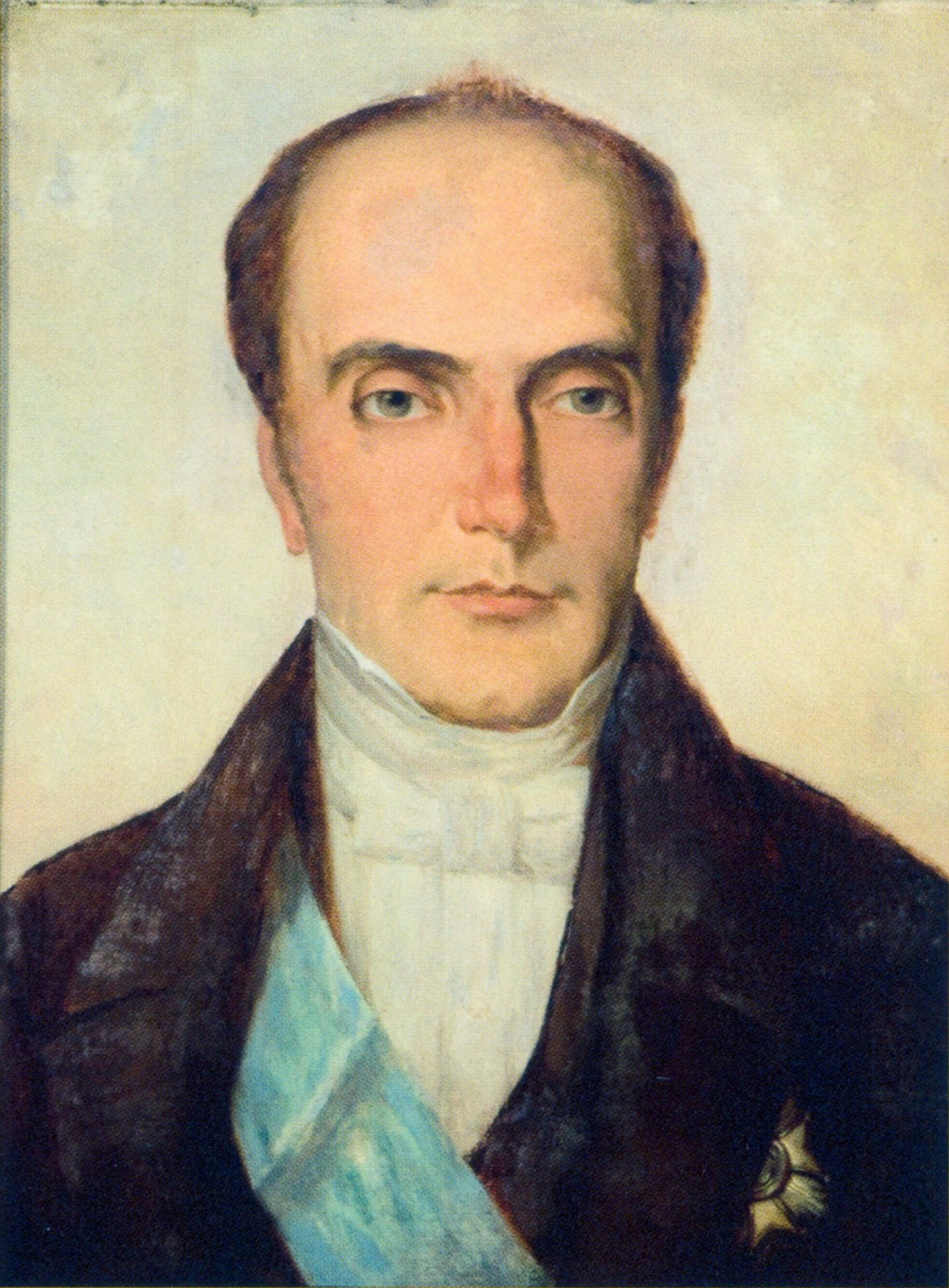
O regente único Pedro de Araújo Lima, de Pernambuco, um conservador "calmo, ponderado e tolerante"

Após seu período de interinidade, Pedro de Araújo Lima candidatou-se ao cargo nas eleições que ocorriam em abril de 1838. Concorria com ele, mais uma vez, já que disputara com Feijó, o também pernambucano Antônio Francisco de Paula de Holanda Cavalcanti de Albuquerque, a quem derrotou com facilidade.
Durante sua regência fundou-se o Instituto Histórico e Geográfico Brasileiro, e reformou-se a Escola Militar (em 1839). Araújo Lima representou o fim das políticas liberais, com a supressão do Código de Processo Criminal e do Ato Adicional (neste caso, mais tarde oficializada pela chamada Lei Interpretativa do Ato Adicional, de 12 de maio de 1840) - o que aumentou a centralização do poder, diminuindo-se a autonomia provincial e municipal, pelo controle da polícia e do Judiciário.
Embora não tivesse enfrentado as agitações que marcaram os governos anteriores, Araújo Lima teve que lidar com a Farroupilha, que continuava no Sul, e a Cabanagem do Pará, e ainda com a eclosão de outras revoltas provincianas: na Bahia a Sabinada e a Balaiada do Maranhão. Seu governo promoveu intensa repressão aos rebeldes, sendo que na Bahia e no Maranhão houve uso de grande violência.
No segundo ano do seu governo aumentam-se as disputas políticas no Congresso, que viriam a resultar na Declaração da Maioridade, fruto da reação dos liberais.
Na definição de Octávio Tarquínio de Sousa, Araújo Lima foi "O rei constitucional que Feijó não soube ser, mas soube escolher". E ainda: "Dir-se-ia que o exercício continuado da presidência da Câmara lhe dera o hábito de espectador, ou melhor, de árbitro, dispondo-o a agir apenas como o mediador, que compõe, acomoda e evita os choques e os desencontros".

## Principais rebeliões do período Regencial
Várias rebeliões marcaram o período regencial, vistas pela historiografia em geral de duas formas de abordagem: uma mais conservadora, que ali retrata "desordens", e outra que procura se ufanar de que tiveram "causas populares".

As Regências enfrentaram quatro das mais importantes rebeliões intestinas do Brasil

Dentre as rebeliões regenciais contam-se três revoltas de escravos: a Revolta de Carrancas (1833, em Minas), a Revolta dos Malês (1835, Salvador) e a revolta de Manuel Congo (1838, no Rio de Janeiro). As rebeliões eclodiram, num período de nove anos, em quase todo o país, a maioria delas decorrente da insatisfação das elites regionais aliadas com a classe média urbana (formada por profissionais liberais como jornalistas, funcionários e militares) que, insatisfeitos com o poder central do Rio de Janeiro, protestavam contra as dificuldades econômicas, o aumento dos impostos e a nomeação de governadores sem respaldo local.
As principais rebeliões do período foram:

### Balaiada (1838–1841)
O movimento ocorrido no Maranhão teve por causa econômica a crise na produção algodoeira, que veio a estourar numa revolta de escravos e vaqueiros das grandes fazendas, em dezembro de 1838, contando com o apoio dos liberais das cidades, que faziam oposição aos senhores de terras.
Tendo por principal líder Manuel Francisco dos Anjos Ferreira, um fabricante de balaios, tomou daí o nome da rebelião. Já em 1839 tomaram a cidade de Caxias, enquanto os escravos fugidos se instalavam em quilombos na selva. As lutas se dilataram por 3 anos, causando enorme prejuízo aos fazendeiros, mas conservavam sem um denominador político comum que os organizasse, sendo finalmente derrotados pela reação da elite, com apoio das tropas imperiais sob o comando do então coronel Luís Alves de Lima e Silva, futuro duque de Caxias.

### Cabanagem(1835–1840)

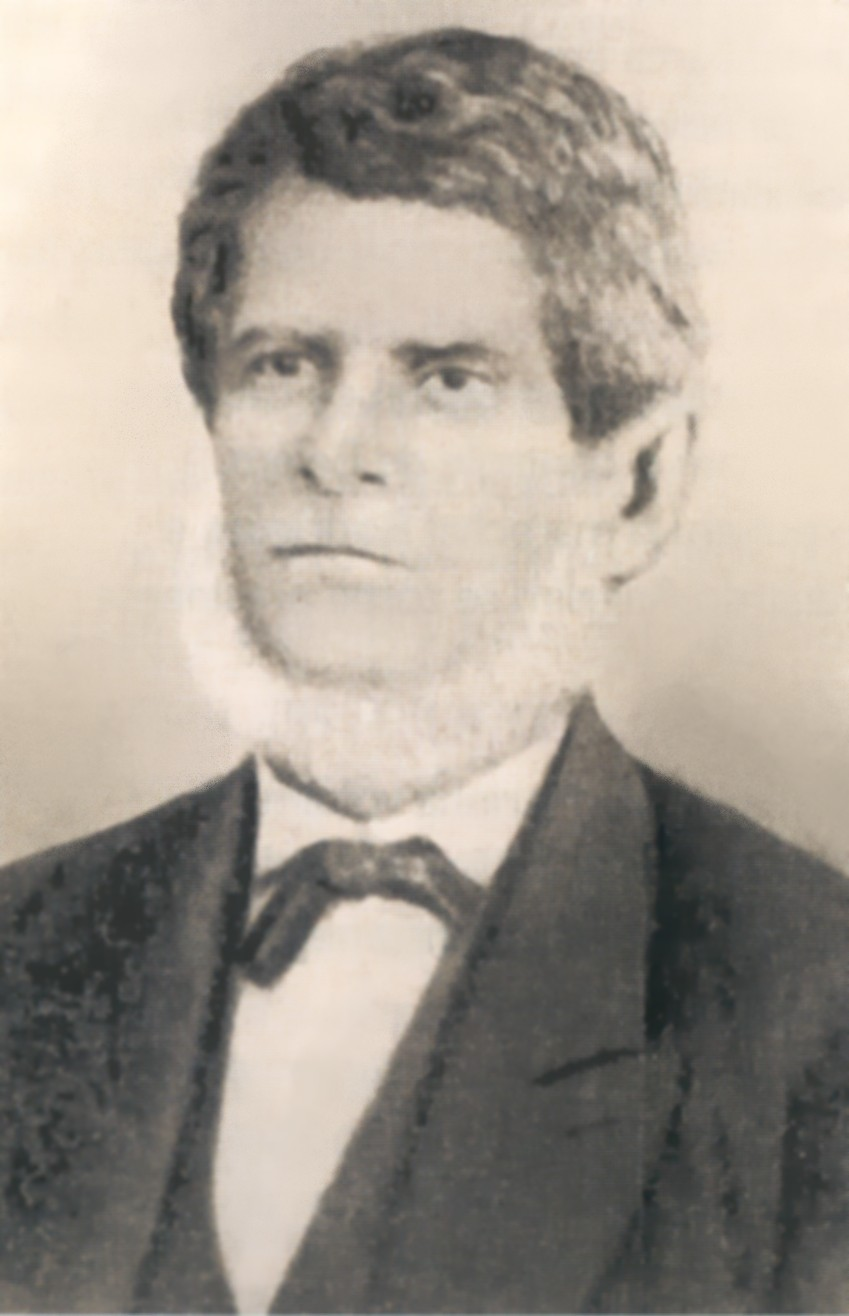
Angelim, anos depois de liderar a Cabanagem

A rebelião teve início no ano de 1835 em Belém, então uma cidade de 12 mil habitantes com poucos brancos e maioria de indígenas, escravos e mestiços, após desentendimentos na elite sobre a escolha do novo presidente da província que, então, bem poucos laços tinha com o Rio de Janeiro: foi então proclamada a independência.
Belém foi então atacada por uma tropa integrada na maioria por mestiços, índios, negros, dentre os quais destacou-se como líder o cearense Eduardo Angelim, que para aquela província migrara após grande seca, e contava então 21 anos.
Chamados de cabanos, os rebelados tinham por objetivos restaurar o Pará ao Brasil, a defesa de Pedro II como monarca e o combate aos estrangeiros. Seu saldo dos anos de lutas, em que os legalistas venceram, foi a morte de 20% da população da província, sua desestruturação econômica e a destruição da capital.

### Sabinada(1837–1838)
A rebelião teve início em Salvador, a 7 de novembro de 1837, e teve esse nome derivado de um dos seus líderes, o médico Francisco Sabino. Logrou êxito inicial, após o levante que teve início no levante do Forte de São Pedro, que se espalhou pelas demais guarnições, provocando a fuga das autoridades, dentre elas o governador Francisco de Sousa Paraíso.
Formou-se então um governo provisório, dentro do contexto de uma República Bahiense, que entretanto seria interina até a maioridade do Imperador: o que provocou controvérsias entre os historiadores sobre o efetivo caráter liberal e republicano do movimento.
O governo permaneceu inoperante, sob presidência do vice-governador João Carneiro da Silva Rego; no começo de janeiro do ano seguinte suas posições foram sendo perdidas, até a final derrota com a ocupação militar da cidade a 13 de março, e que durou até logo após a maioridade do imperador. Morreram cerca de 1800 revoltosos, após as lutas que se travaram corpo a corpo.

### Revolta dos Malês (1835)

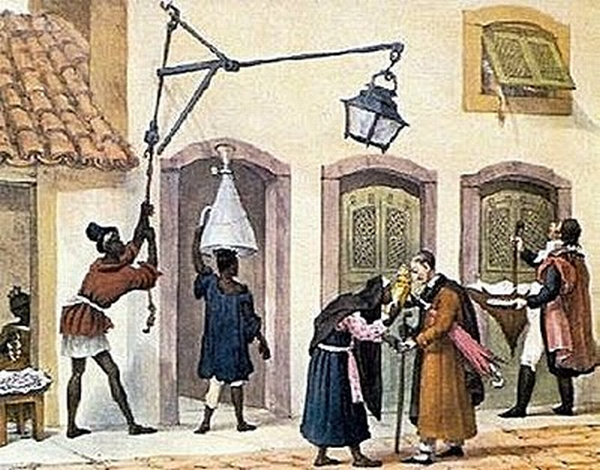
Debret: escravos em profissões liberais (ambulante, acendedor, aguadeiro); um padre recebe esmola de um negro

Salvador tinha metade de sua população composta por negros que exerciam atividades liberais rentáveis para seus senhores, em profissões como alfaiate, carpinteiro, ambulante, etc.. Em janeiro de 1835 os escravos de orientação religiosa muçulmana, chamados então de malês, organizaram uma revolta que teve intensa reação do governo, que os dizimou.
Foi o mais importante dos levantes urbanos de escravos do país, embora tenha durado menos de um dia; cerca de 600 escravos tomaram a capital baiana, a maioria deles alfabetizada em árabe e sob o contexto religioso de uma jihad. Nas lutas intensas 70 escravos morreram, e cerca de 500 foram presos e condenados a açoites, prisão ou morte.
Seu principal efeito, junto aos demais levantes escravos do período, foi semear o temor na classe dominante, que reagiu de duas formas: de um lado reforçou as leis repressivas e, de outro, abriu o debate sobre a questão servil.

### Cabanada(1832–1835)
Eclodiu em Pernambuco, nas camadas mais simples da população - também ali chamados cabanos, como na Cabanagem paraense - e foi um movimento causado sobretudo pela incompreensão das classes humildes face as mudanças no regime decorrentes da abdicação de Pedro I, razão pela qual tiveram apoios dos restauradores do Recife.
Com ideais religiosos, que a tornam similar à Guerra de Canudos, a Cabanada foi derrotada finalmente em 1835 por Manuel de Carvalho Pais de Andrade - o mesmo que em 1824 proclamara a Confederação do Equador e presidia a província.

### Revolução Farroupilha ou Guerra dos Farrapos(1835–1845)

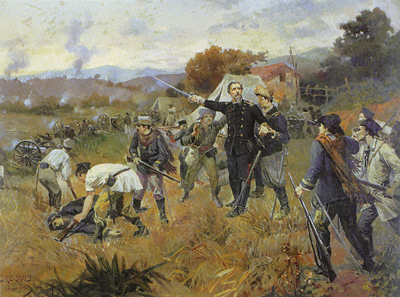
Cena de Batalha no Sul do Brasil, por Oscar Pereira da Silva

A Farroupilha ou Farrapos foi a maior, mais importante e duradoura das rebeliões que eclodiram no período regencial, se estendendo além dele até 1845.
Sua causa econômica imediata foi o aumento dos impostos à província gaúcha, que afetaram diretamente os estancieiros já insatisfeitos com a concorrência dos produtores argentinos e uruguaios.
No dia 20 de setembro de 1835, Porto Alegre foi tomada e proclamou-se a República Rio-Grandense. O líder Bento Gonçalves foi aprisionado e enviado para Salvador, onde consegue fugir e retornar, governando a província em 1837. Sob comando de Giuseppe Garibaldi proclamam em Santa Catarina a República Juliana, unida confederadamente à Rio-Grandense.
As regências não conseguiram pôr um fim ao levante, que somente veio a ocorrer após a maioridade do imperador.

## Estrutura governamental e política
O Poder Executivo na Regência herdara do Reino a estrutura existente para o corpo ministerial, com as alterações feitas pouco antes da Independência, ou logo após esta.
Em 1808, quando da fuga para o Brasil, existiam somente 3 ministérios: do Reino (que cuidava do erário), da Marinha e Ultramar e o da Guerra e Estrangeiros.
Pelo decreto de 22 de abril de 1821 os negócios estrangeiros passaram a ser albergados na pasta do Reino, enquanto a pasta de Ultramar passara a ser o novo Ministério da Marinha; o mesmo decreto ainda criava a pasta da Fazenda, ampliando o total para 4: Reino e Estrangeiros, da Guerra, da Marinha e da Fazenda.
O Ministério da Justiça foi criado em carta de lei de 23 de agosto daquele mesmo ano, desmembrado da pasta do Reino, ampliando o número de pastas para 5 - número que foi inicialmente mantido quando da Independência, em 1822, mudando-se o nome do Ministério do Reino para Império. Mas, já em 13 de novembro de 1823 desmembrava-se como setor autônomo o dos Estrangeiros da do Império.
Seis, portanto, foram as pastas que compunham o governo durante as regências, que se sucederam em 13 gabinetes.
O período guardou em seu bojo as sementes dos dois partidos que viriam a se suceder no poder durante o império: o Conservador, composto na maioria por magistrados, burocratas, grandes comerciantes de maioria lusa e proprietários rurais de estados como Bahia, Rio de Janeiro e Pernambuco - e o Liberal, formado sobretudo por alguns padres, a classe média urbana e proprietários de províncias como Rio de Janeiro, São Paulo e Rio Grande do Sul.
Essas duas correntes surgiram quando da primeira eleição para a escolha de um Regente, com duas candidaturas adversárias. Ao lado do Padre Feijó se juntaram os liberais exaltados e parte dos moderados; ao candidato Holanda Cavalcanti se juntaram parte dos moderados, os antigos restauradores aliados dos irmãos Andrada, tendo por líder Bernardo de Vasconcelos, de Minas Gerais.
Os liberais conquistaram o governo com Feijó (1835–1837), enquanto os conservadores o sucederam com Araújo Lima (1837–1840), quando os liberais logram êxito com o Declaração da Maioridade.

## Cultura no período regencial
Teve início no período regencial, por influência europeia, mas guardando elementos nacionalistas, o romantismo, que procurou criar uma literatura com figuras tipicamente brasileiras, tais como o índio.
O "marco" inaugural do romantismo brasileiro pertence a Gonçalves de Magalhães com a publicação, em 1836, do livro de poemas Suspiros Poéticos e Saudades, no meio do período regencial.
Magalhães produzia textos dramáticos, ao passo em que Martins Pena dedicou-se com maior ênfase no teatro de comédia de costumes, nas quais se notabilizou o ator João Caetano, criador na Corte de uma companhia de teatro. O público no começo reagia negativamente a essas peças, que denunciavam o domínio britânico na economia, a corrupção e os desmandos sociais.
A educação tivera, já em 1827, uma Lei Geral, que instituía a criação de escolas de primeiras letras em todas as povoações, estabelecendo o piso salarial e as matérias a serem lecionadas; o Ato Adicional de 1837 descentralizou a administração escolar: às províncias caberia o ensino elementar e secundário e à Coroa ficaria o ensino superior. Foi neste contexto que se fundou o Colégio Pedro II.

## Justiça
Embora a pena de morte tenha existido durante todo o período imperial, foi durante a Regência contudo que ela foi mais amplamente executada; os códigos Criminal, aprovado em 1830, e de processo criminal, de 1832, tratavam de igual forma homens livres e escravos, mas em 1835 a Revolta de Carrancas, ocorrida dois anos antes em Minas Gerais, fez com que se aprovasse uma lei a 10 de junho que tornou a situação dos cativos diferenciada.
A nova lei permitia que a pena capital fosse aplicada por decisão de dois terços dos jurados e não mais a unanimidade exigida pelos códigos, para crimes exclusivamente praticados por escravos (tais como matar, propinar veneno ou ferir o senhor, sua mulher, ascendentes ou descendentes, o administrador, o feitor, etc. ou participar de insurreição); da pena não caberia recurso.
Apesar de o poder moderador facultar ao governante comutar a pena de morte por outra, isto quase não ocorreu durante o período das regências, resultando daí que foi nesta época em que mais facilmente se executou presos nos Brasil, a maior parte de escravos.

## Imprensa no Período Regencial

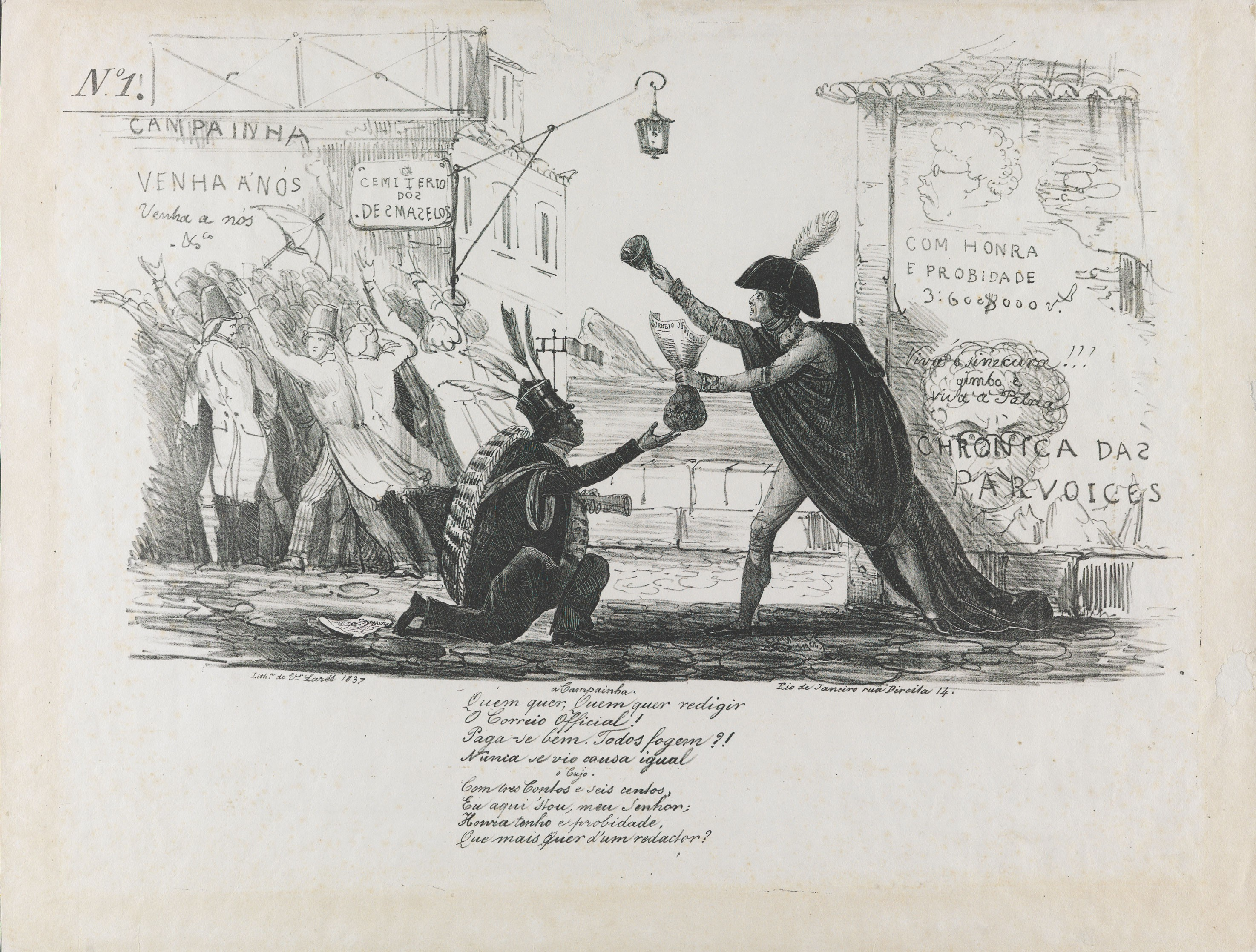
A primeira caricatura feita no Brasil, por Araújo Porto-Alegre, em 1837, retrata a cooptação da imprensa pelo governo

A imprensa conheceu um crescimento até então não visto no país. Em 1837 Manuel de Araújo Porto-Alegre publica a primeira caricatura do Brasil, retratando as disputas que ocorrem no seio das Regências; a litografia mostra Justiniano José da Rocha jornalista que fora contratado por grande salário para ser o redator do jornal Correio Oficial e, na gravura, aparece de joelhos recebendo um saco de dinheiro do governante.
No Recife o jornal O Carapuceiro, que circulou de 1832 a 1942, é um paradigma da imprensa do período, especialmente nas províncias. Ali encontra-se a crítica social, além da política, em que o objetivo declarado era publicar suas observações que serviriam de carapuça a quem lhes couber; seu editor e redator, o padre Miguel do Sacramento Lopes Gama, passaria à história pela alcunha de Padre Carapuceiro.
Embora na Europa o crescimento das tiragens tenha possibilitado na década de 1830 a criação de revistas literárias e científicas, e a publicação de romances nos periódicos, esse fenômeno ainda veio a demorar no país, onde os jornais estavam, antes, engajados nas disputas políticas entre os partidos e facções em formação - e este tipo de publicação somente veio a lume no Brasil quando sedimentadas as disputas, durante o segundo reinado: até lá, imperavam as disputas políticas e a partidarização da imprensa.
A imprensa da época, portanto, tinha por principal objetivo a formação de opinião, intervindo diretamente na vida política. Uma exceção foi a revista Niterói, editada na França por Francisco de Sales Torres Homem, Domingos José Gonçalves de Magalhães e Manuel de Araújo Porto-Alegre, em 1836, cujo fim declarado era o de mostrar as letras, artes e economia brasileiras. É considerada uma precursora do romantismo no Brasil.
Fato digno de nota é a existência de jornais voltados aos negros e mestiços, surgidos durante a Regência Permanente, cujos títulos deixavam claro o público ao qual se dirigiam: O Crioulinho, O Homem de Cor ou O Mulato e O Brasileiro Pardo, que discutiam a questão racial.